# Nils Fredrik Rønnbeck
Nils Fredrik Rønnbeck (1820-1891) est un marin et explorateur suédo-norvégien.

## Biographie
Nils Fredrik est né le 22 mars 1820 dans la localité de Storön, commune de Kalix, comté du Norrbotten en Suède. Il est le troisième enfant de Johan Olofsson Söderlund et Annalisa Olofsdotter.
En 1830, la famille quitte Storön pour Kamlunge, également à Kalix, et a pris le nom de la ferme Rönnback comme nom de famille. À 17 ans, le jeune Nils Fredrik part tenter sa chance en Norvège : il y avait eu plusieurs mauvaises récoltes durant les années 1830 dans le Norrbotten et nombreux étaient ceux qui partaient en Norvège où il y avait plus d'opportunités dans la pêche et la chasse aux mammifères marins. Nils Fredrik est ainsi arrivé à Hammerfest en 1838 après avoir traversé Karesuando, Kautokeino et Alta. Il y a rapidement réussi puisqu'en 1841 il achète son propre voilier.
Nils Fredrik se marie une première fois en 1847 avec Marie-Caroline Eriksdatter (née en 1828 à Övertorneå en Suède). Mais elle meurt à l'âge de 35 ans, leurs cinq enfants étant morts en bas âge. Il se remarie en 1864 avec Marie Louise Johannesdatter Strömbeck (née à Talvik en 1841), dont le père avait immigré de Suède et était employé à Kåfjord. Deux de leurs cinq enfants sont morts jeunes, tandis que les trois qui ont atteint l'âge adulte moururent sans enfants. Il n'y a donc pas de descendants de Nils Fredrik.
Nils Fredrik décède le 4 janvier 1891 en glissant d'un rocher dans le port de Hammerfest et se noie.

## Explorations et découvertes
Rønnbeck et le harponneur Johan Petter Aidijärvi partent en expédition avec la goélette Spitzberg et découvrent de nouvelles terres qu'ils appellent Nordøst Spitsberge en 1865. Terres qui seraient une partie de l'archipel François-Joseph, mais cette découverte de l'archipel par Rønnbeck est remise en question.
En 1867, il découvre les îles du détroit d'Hinlopen au Svalbard lorsqu'il effectue la circumnavigation du Spitzberg. Il découvre ainsi deux archipels, l'archipel des Bastianøyane et celui des Rønnbeckøyane qui porte son nom.
Rønnbeck a également participé à une exploration de la mer de Kara au côté des Russes.